# Rasteau
Pour les vins, voir rasteau (AOC) et rasteau (VDN).
Rasteau est une commune française située dans le département de Vaucluse, en région Provence-Alpes-Côte d'Azur.

## Géographie
Rasteau est l'une des seize communes à avoir le droit d'accoler son nom à l'AOC côtes-du-rhône-villages. Située au nord du département, elle est à l'ouest de Vaison-la-Romaine.
| Saint-Roman-de-Malegarde | Buisson | Roaix   |
| Cairanne                 | Rasteau | Séguret |
|                          | Violès  | Sablet  |

### Accès et transports
La RD 69 passe par le bourg et croise la RD 975 qui traverse la commune au sud-est.
L'autoroute la plus proche est l'autoroute A7.
La commune est traversée par la route des Princes d'Orange.

### Sismicité
Les cantons de Bonnieux, Apt, Cadenet, Cavaillon, et Pertuis sont classés en zone Ib (risque faible). Tous les autres cantons du département de Vaucluse sont classés en zone Ia (risque très faible). Ce zonage correspond à une sismicité ne se traduisant qu'exceptionnellement par la destruction de bâtiments.

### Hydrographie
La commune est arrosée par l'Ouvèze.

### Climat
Pour des articles plus généraux, voir Climat de Provence-Alpes-Côte d'Azur et Climat de Vaucluse.
En 2010, le climat de la commune est de type climat méditerranéen franc, selon une étude du Centre national de la recherche scientifique s'appuyant sur une série de données couvrant la période 1971-2000. En 2020, Météo-France publie une typologie des climats de la France métropolitaine dans laquelle la commune est exposée à un climat méditerranéen et est dans la région climatique  Provence, Languedoc-Roussillon, caractérisée par une pluviométrie faible en été, un très bon ensoleillement (2 600 h/an), un été chaud (21,5 °C), un air très sec en été, sec en toutes saisons, des vents forts (fréquence de 40 à 50 % de vents > 5 m/s) et peu de brouillards. 
Pour la période 1971-2000, la température annuelle moyenne est de 13,8 °C, avec une amplitude thermique annuelle de 17,2 °C. Le cumul annuel moyen de précipitations est de 786 mm, avec 6 jours de précipitations en janvier et 3,1 jours en juillet. Pour la période 1991-2020, la température moyenne annuelle observée sur la station météorologique de Météo-France la plus proche, « Visan », sur la commune de Visan à 10 km à vol d'oiseau, est de 14,2 °C et le cumul annuel moyen de précipitations est de 772,7 mm. 
La température maximale relevée sur cette station est de 42 °C, atteinte le 22 août 2023 ; la température minimale est de −10,9 °C, atteinte le 2 mars 2005,,. 
Les paramètres climatiques de la commune ont été estimés pour le milieu du siècle (2041-2070) selon différents scénarios d'émission de gaz à effet de serre à partir des nouvelles projections climatiques de référence DRIAS-2020. Ils sont consultables sur un site dédié publié par Météo-France en novembre 2022.

## Urbanisme

### Typologie
Au 1er janvier 2024, Rasteau est catégorisée commune rurale à habitat dispersé, selon la nouvelle grille communale de densité à sept niveaux définie par l'Insee en 2022.
Elle est située hors unité urbaine. Par ailleurs la commune fait partie de l'aire d'attraction de Vaison-la-Romaine, dont elle est une commune de la couronne,. Cette aire, qui regroupe 14 communes, est catégorisée dans les aires de moins de 50 000 habitants,.

### Occupation des sols
L'occupation des sols de la commune, telle qu'elle ressort de la base de données européenne d’occupation biophysique des sols Corine Land Cover (CLC), est marquée par l'importance des territoires agricoles (81,3 % en 2018), en augmentation par rapport à 1990 (79,6 %). La répartition détaillée en 2018 est la suivante : 
cultures permanentes (75,5 %), forêts (16,2 %), zones agricoles hétérogènes (5,8 %), zones urbanisées (2 %), espaces ouverts, sans ou avec peu de végétation (0,4 %), terres arables (0,1 %). L'évolution de l’occupation des sols de la commune et de ses infrastructures peut être observée sur les différentes représentations cartographiques du territoire : la carte de Cassini (XVIIIe siècle), la carte d'état-major (1820-1866) et les cartes ou photos aériennes de l'IGN pour la période actuelle (1950 à aujourd'hui).

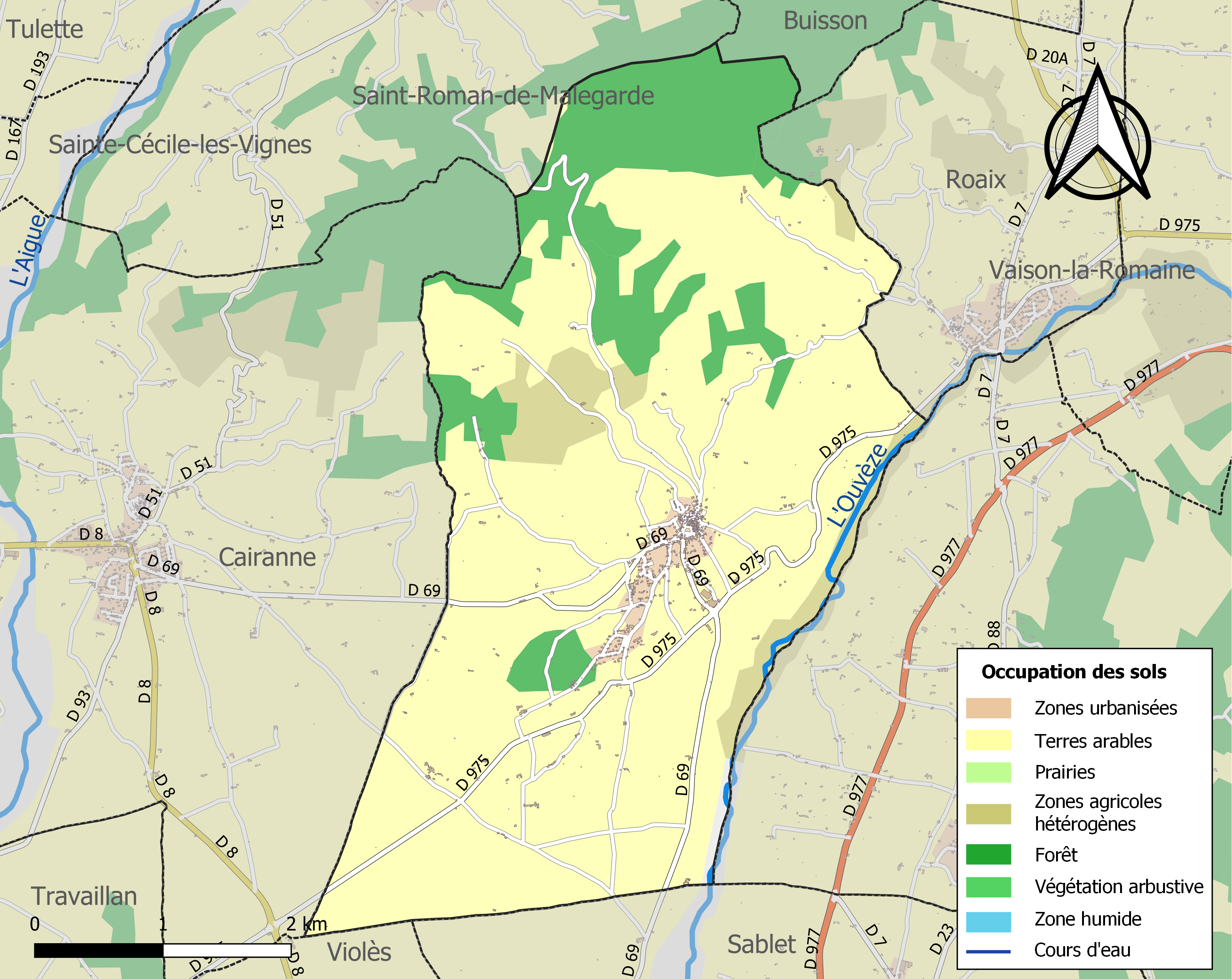
Carte des infrastructures et de l'occupation des sols de la commune en 2018 (CLC).

## Histoire

### Antiquité
La colonisation romaine a laissé des traces significatives. Tout d'abord, au quartier des Hautes-Rives, une sépulture à riche mobilier funéraire. D'autres découvertes ont été répertoriées, mais sans indication d'origine : autel aux déesses mères, ornement de tombeau à masque scénique, épingles à coiffure, statuettes votives et surtout l'épitaphe d'un préfet de la cité des Voconces.

### Moyen Âge

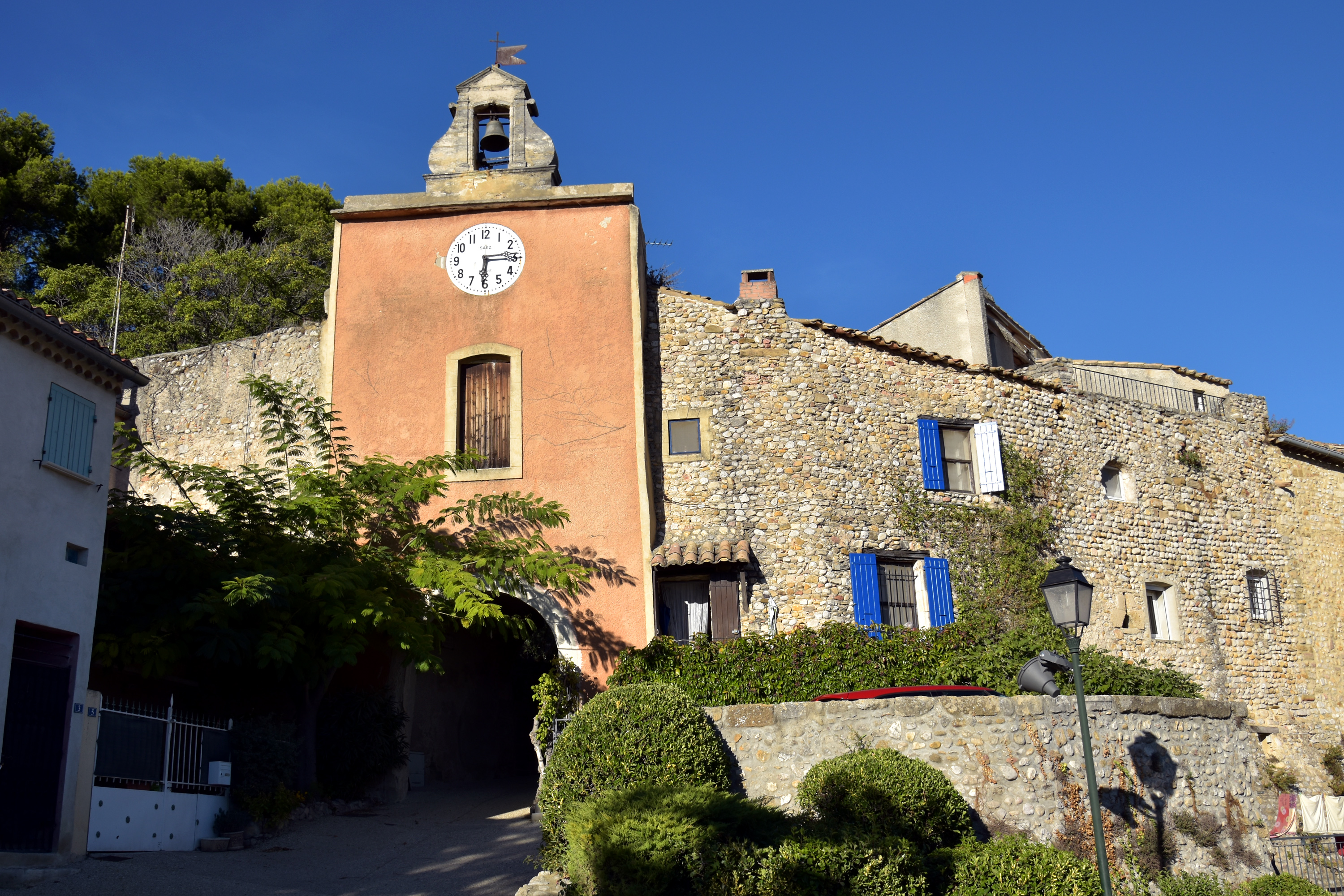
Le Portalet et la tour de l'Horloge.

L'évêque de Vaison était seigneur au temporel et au spirituel de Rasteau. La plus ancienne mention du nom du village figure sur un contrat de précaire concernant des terres du quartier de Saint-Martin. Il a été passé, en 1009, par l'évêque Pierre II de Mirabel. En 1188, Raymond de Toulouse, comte de Provence, qui avait un différend avec l'évêque Béranger de Reillane, s'empara du village.

### Renaissance
Rasteau semble avoir totalement échappé aux guerres de religion. Le seul fait marquant de cette période reste les transformations et restaurations faites à l'église paroissiale Saint-Didier qui subit un changement d'orientation.

### Période moderne
Dans les anciens remparts, en 1753, le Portalet qui servait d'entrée principale au village fut surmonté d'une tour abritant une horloge.
Le 12 août 1793 fut créé le département de Vaucluse, constitué des districts d'Avignon et de Carpentras, mais aussi de ceux d'Apt et d'Orange, qui appartenaient aux Bouches-du-Rhône, ainsi que du canton de Sault, qui appartenait aux Basses-Alpes.
Au milieu du XIXe siècle, la commune, grâce à son terroir argileux, s'était rendue célèbre par ses bons fruits (pommes, poires et olives). Ses parties basses, souvent inondées par les crues de l'Ouvèze, étaient composées de prairies.

### Période contemporaine

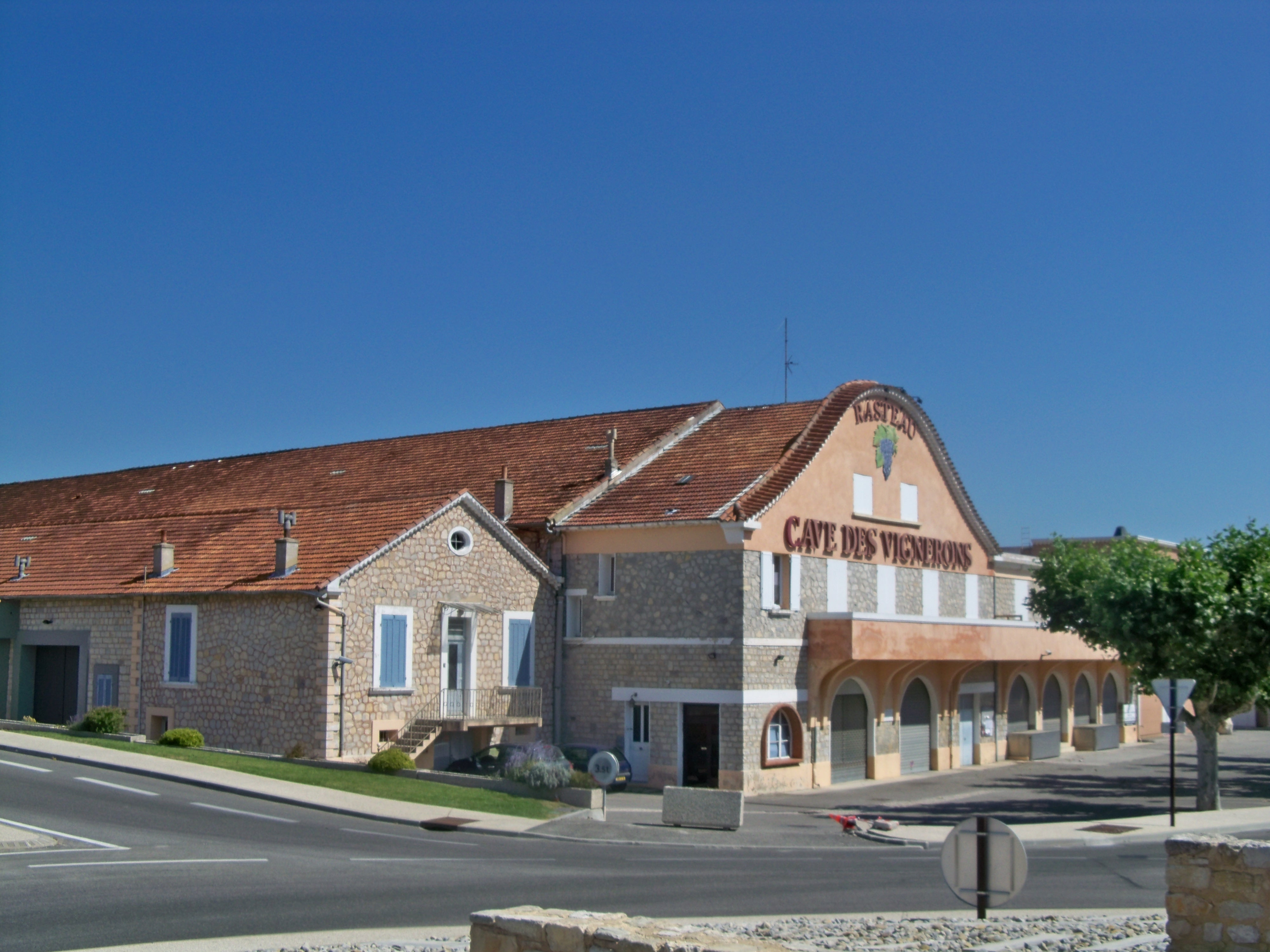
Cave de Rasteau.

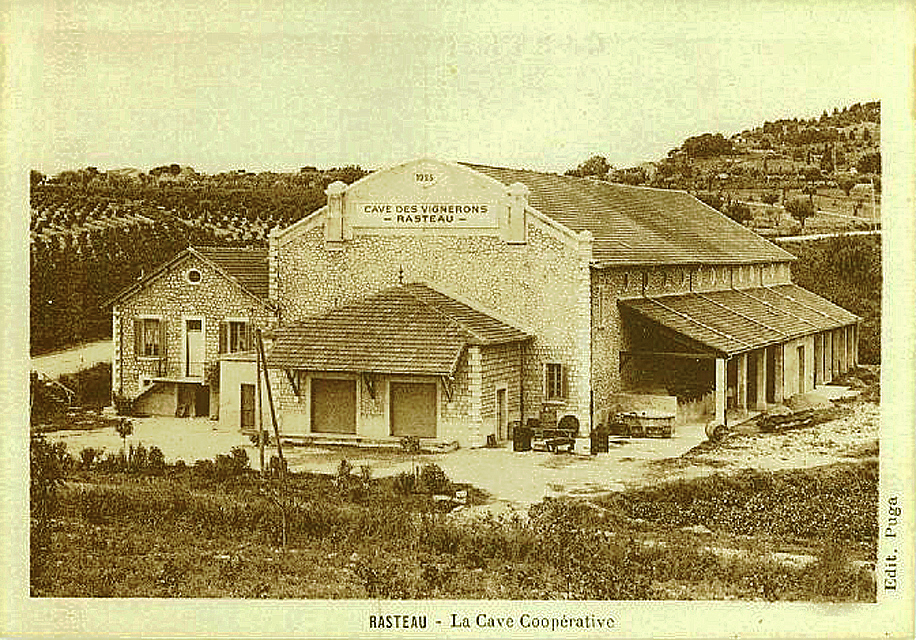
Cave Rasteau en 1930.

La cave coopérative est créée en 1925. Les vignerons commencent à privilégier la qualité sur la quantité. Puis se créent, au cours des années 1970 des caves indépendantes. Une fête des vins originale, appelée Nuit des vins se déroule pour la première fois le 14 août 1986, depuis, face à son succès, elle a été renouvelée chaque année à la mi-août.

### Toponymie
La plus ancienne graphie attestée est de Rastellum, reprenant le vocable latin rastellum (râteau). C'est une métaphore d'origine oronymique.

### Héraldique
| Blason de Rasteau | Les armes peuvent se blasonner ainsi : D'azur aux quatre chaînes d'or posées en sautoir et réunies en abîme par un annelet du même. |

## Politique et administration

### Liste des maires

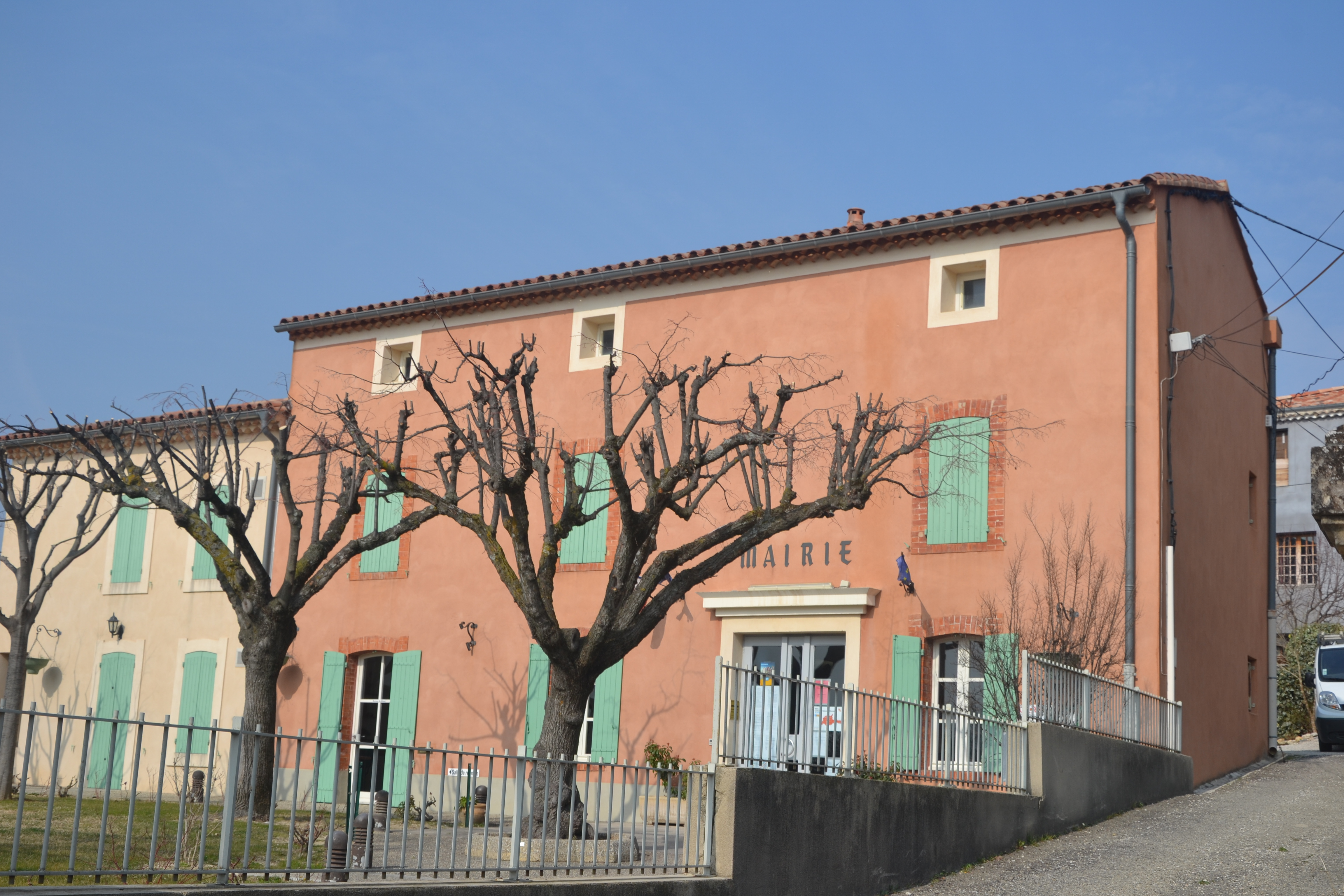
Mairie de Rasteau.

| Période                                  | Période      | Identité        | Étiquette | Qualité                   |
| ---------------------------------------- | ------------ | --------------- | --------- | ------------------------- |
| mars 1989                                | juin 1995    | Georges Leyraud | PS        | Maire                     |
| juin 1995                                | juillet 2020 | Aimé Robert     | DVG       | Maire                     |
| juillet 2020                             | En cours     | Laurent Robert  | DVG       | Maire (fils du précédent) |
| Les données manquantes sont à compléter. |              |                 |           |                           |

### Tendances politiques
À l'élection présidentielle française de 2012 la participation était de 84,40 %. Nicolas Sarkozy est arrivé en tête avec 27,19 %, puis François Hollande avec 23,46 %, Marine Le Pen troisième avec 18,42 %.
À l'élection présidentielle française de 2007, les Rastellains se sont déplacés massivement, 91,13 % de participation. Nicolas Sarkozy est arrivé en tête avec 27,95 %, puis Ségolène Royal avec 21,82 %, troisième François Bayrou avec 18,41 %.

### Intercommunalité
La commune fait partie de la communauté de communes Pays Vaison Ventoux, qui fait elle-même partie du syndicat mixte d'aménagement de l'Aygues et du syndicat mixte d'aménagement du bassin de l'Ouvèze (SIABO).

### Fiscalité
| Taxe                                                | Part communale | Part intercommunale | Part départementale | Part régionale |
| --------------------------------------------------- | -------------- | ------------------- | ------------------- | -------------- |
| Taxe d'habitation (TH)                              | 12,56 %        | 0,00 %              | 7,55 %              | 0,00 %         |
| Taxe foncière sur les propriétés bâties (TFPB)      | 12,60 %        | 0,00 %              | 10,20 %             | 2,36 %         |
| Taxe foncière sur les propriétés non bâties (TFPNB) | 24,66 %        | 0,00 %              | 28,96 %             | 8,85 %         |
| Taxe professionnelle (TP)                           | 00,00 %        | 20,79 %             | 13,00 %             | 3,84 %         |

La part régionale de la taxe d'habitation n'est pas applicable.

## Démographie
L'évolution du nombre d'habitants est connue à travers les recensements de la population effectués dans la commune depuis 1793. Pour les communes de moins de 10 000 habitants, une enquête de recensement portant sur toute la population est réalisée tous les cinq ans, les populations de référence des années intermédiaires étant quant à elles estimées par interpolation ou extrapolation. Pour la commune, le premier recensement exhaustif entrant dans le cadre du nouveau dispositif a été réalisé en 2004.

En 2022, la commune comptait 791 habitants, en évolution de −9,08 % par rapport à 2016 (Vaucluse : +1,73 %, France hors Mayotte : +2,11 %).
| 1793 | 1800 | 1806 | 1821 | 1831 | 1836 | 1841 | 1846 | 1851 |
| ---- | ---- | ---- | ---- | ---- | ---- | ---- | ---- | ---- |
| 625  | 579  | 671  | 727  | 840  | 847  | 860  | 881  | 898  |

| 1856 | 1861 | 1866 | 1872 | 1876 | 1881 | 1886 | 1891 | 1896 |
| ---- | ---- | ---- | ---- | ---- | ---- | ---- | ---- | ---- |
| 916  | 942  | 877  | 876  | 877  | 799  | 721  | 677  | 640  |

| 1901 | 1906 | 1911 | 1921 | 1926 | 1931 | 1936 | 1946 | 1954 |
| ---- | ---- | ---- | ---- | ---- | ---- | ---- | ---- | ---- |
| 620  | 635  | 610  | 523  | 571  | 616  | 604  | 640  | 609  |

| 1962 | 1968 | 1975 | 1982 | 1990 | 1999 | 2004 | 2006 | 2009 |
| ---- | ---- | ---- | ---- | ---- | ---- | ---- | ---- | ---- |
| 664  | 659  | 566  | 657  | 673  | 674  | 716  | 742  | 781  |

| 2014 | 2019 | 2022 | - | - | - | - | - | - |
| ---- | ---- | ---- | - | - | - | - | - | - |
| 826  | 803  | 791  | - | - | - | - | - | - |

## Économie

### Agriculture
Le vignoble produit des vins classés en rasteau (AOC) et en rasteau (VDN). Les vins qui ne sont pas en appellation d'origine contrôlée peuvent revendiquer, après agrément, le label Vin de pays de la Principauté d'Orange.

### Tourisme

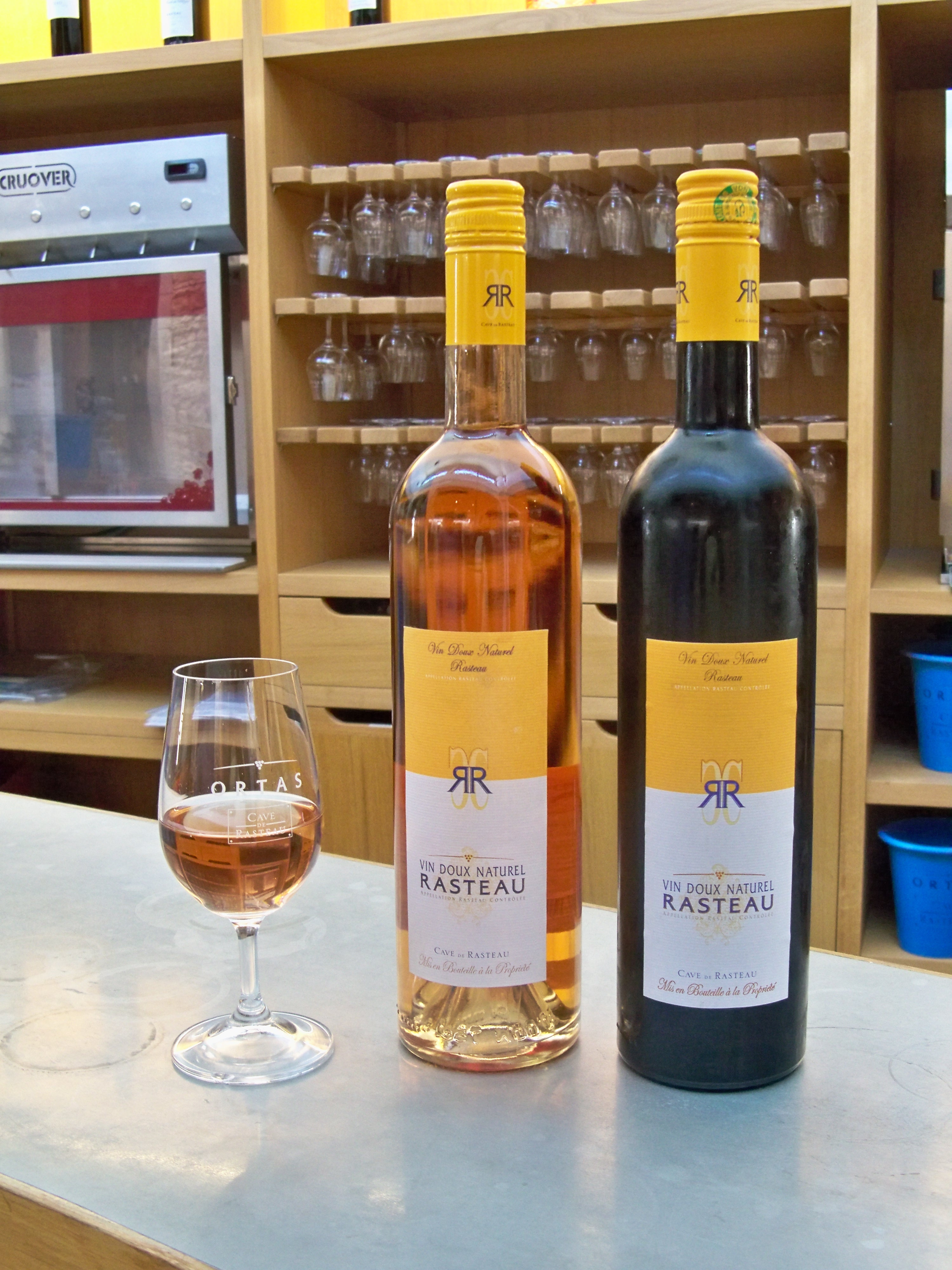
Rasteau (VDN) doré et rouge.

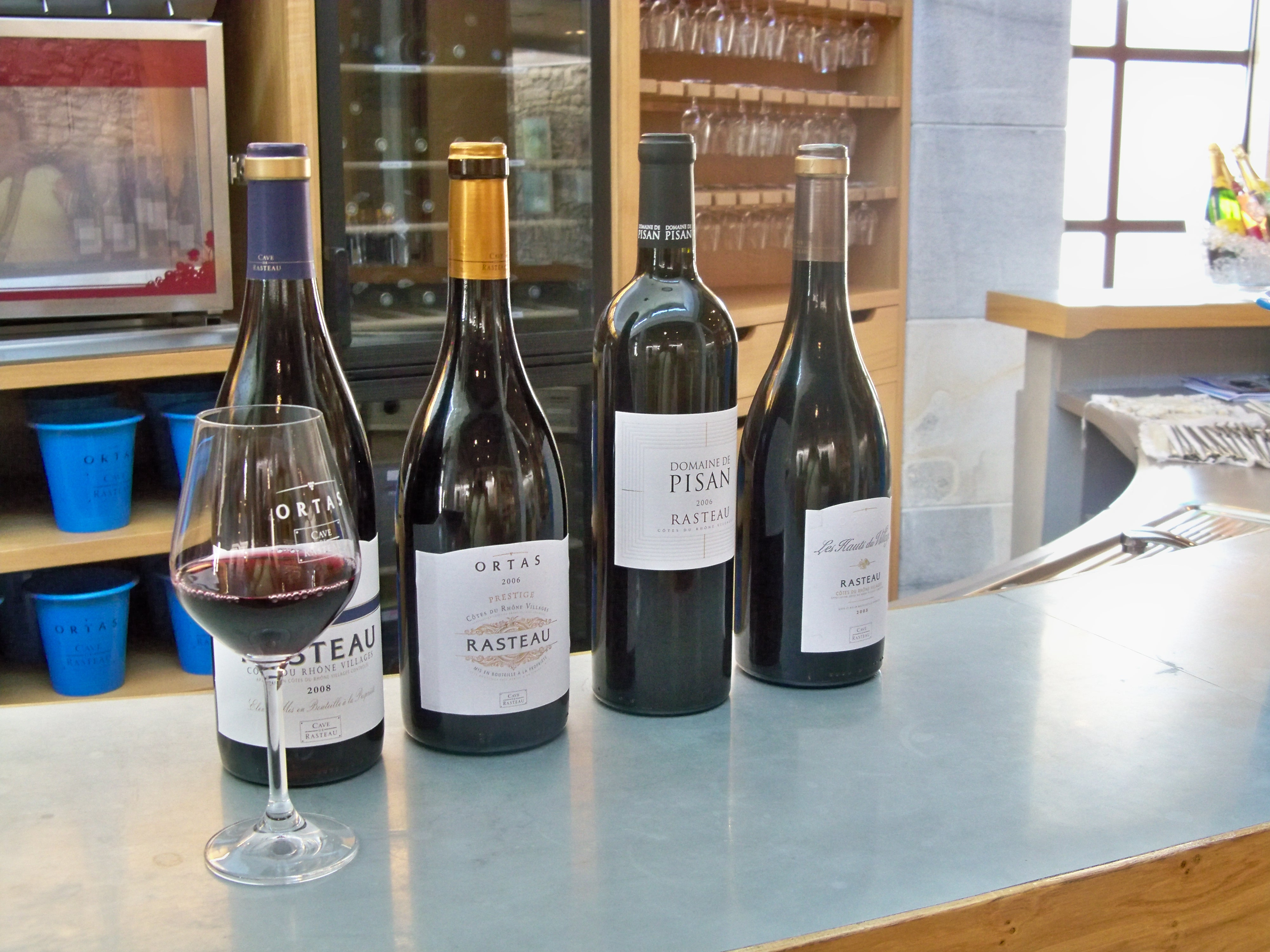
Gamme de vins de Rasteau (AOC).

L'œnotourisme recouvre de nombreuses activités de découverte : dégustation des vins, visite de caves, rencontre avec les propriétaires, découverte des métiers et techniques de la vigne, connaissance des cépages, des terroirs, des appellations, de la gastronomie locale. À cet aspect festif s'ajoutent les activités sportives et de loisirs : promenades et randonnées dans les vignobles.
Pour les touristes, une charte de qualité des caveaux de dégustation a été mise en place dans la vallée du Rhône pour l'ensemble des vignobles par Inter Rhône. Elle propose trois catégories différentes d'accueil en fonction des prestations offertes par les caves.
La première - dite accueil de qualité - définit les conditions de cet accueil. Un panneau à l'entrée doit signaler que celui-ci est adhérent à la charte. Ce qui exige que locaux et ensemble du matériel utilisé sont d'une propreté irréprochable (sols, table de dégustation, crachoirs, verres).
La seconde - dite accueil de service - précise que le caveau est ouvert cinq jours sur sept toute l'année et six jours sur sept de juin à septembre. Il dispose d'un site internet et fournit à sa clientèle des informations sur la gastronomie et les produits agroalimentaires locaux, les lieux touristiques et les autres caveaux adhérant à la charte. Des plus les fiches techniques sur les vins proposés sont disponibles en anglais.
La troisième - dite accueil d'excellence - propose d'autres services dont la mise en relation avec d'autres caveaux, la réservation de restaurants ou d'hébergements. Il dispose d'un site Internet en version anglaise et le personnel d'accueil parle au moins l'anglais.

### Musée de la vigne et du vin
À la sortie du village, sur la route de Vaison-la-Romaine, se trouve un musée de la vigne et du vin qui permet de découvrir, en cours de visite des sept salles, des outils vignerons, les anciens systèmes de soins de la vigne (sulfatage), toute une collection de cartes postales anciennes sur la viticulture vauclusienne. Ce tour d'horizon se termine par une dégustation des vins du propriétaire, vigneron à Rasteau et à Châteauneuf-du-Pape.
Musée du vigneron au Domaine de Beaurenard

## Équipements ou services

### Enseignement
La commune dispose d'une école maternelle et primaire publique avec quatre classes. Ensuite les élèves sont affectés au collège Victor-Schœlcher à Sainte-Cécile-les-Vignes, puis vers le lycée Jean-Henri-Fabre à Carpentras.

### Sports
Rasteau dispose d'un stade de foot, d'un plateau sportif. Il y a aussi un parcours de santé. Le 13 mars 2015, Rasteau est ville étape d'arrivée de la 6e étape du Paris-Nice 2015.

### Santé
Rasteau dispose d'une maison médicale avec deux médecins, des kinésithérapeutes, une orthophoniste. L’hôpital le plus proche est sur Vaison-la-Romaine.

## Vie locale

### Cultes
Le culte catholique est célébré dans l'église paroissiale placée sous le patronage de saint Didier.
La chapelle, vouée à Notre-Dame des Vignerons, remonte au XVIIe siècle. Elle prit ce nom en 1930. Elle a été restaurée en 1957 et 1961.

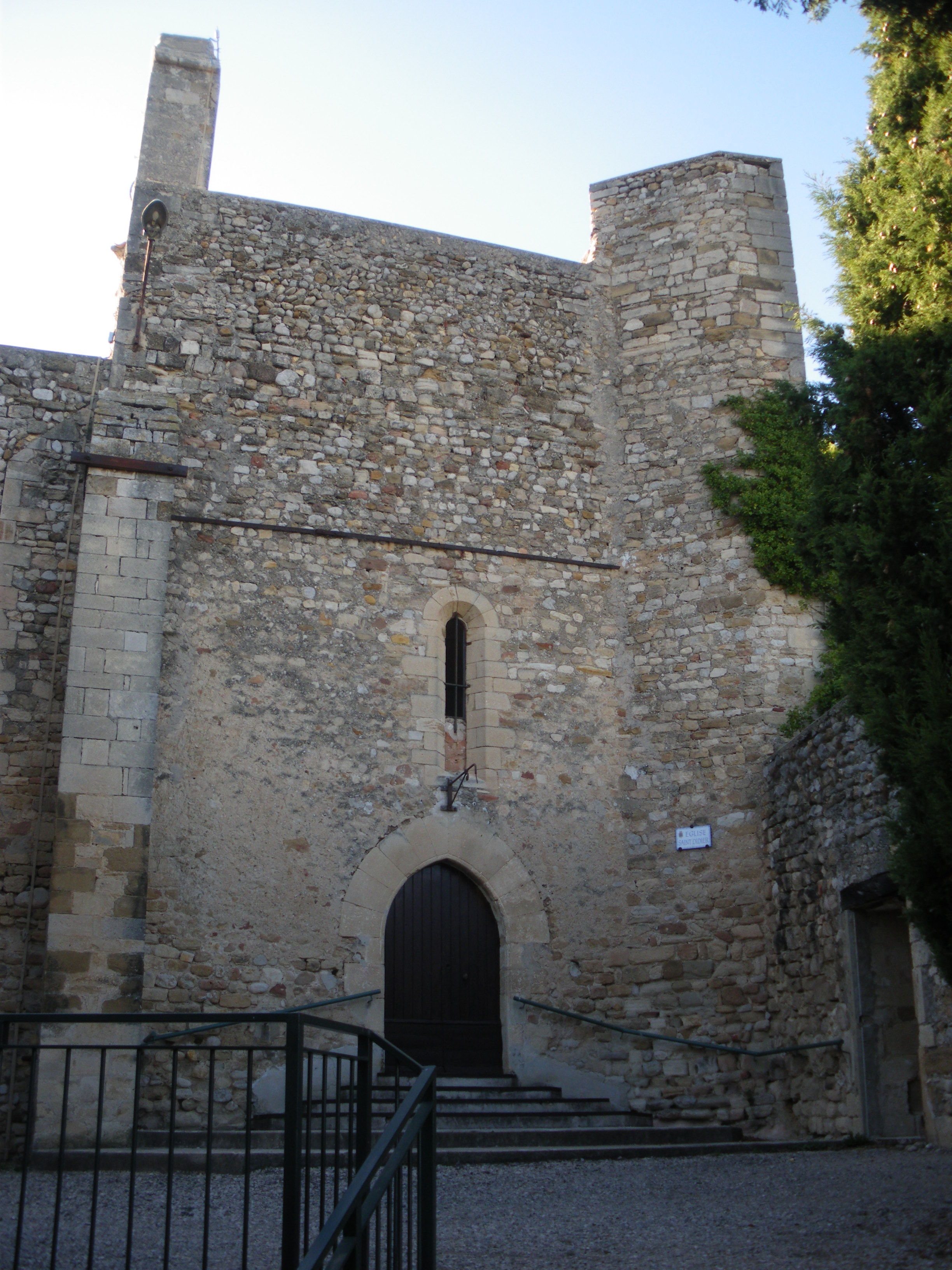
Façade de l'église Saint-Didier.
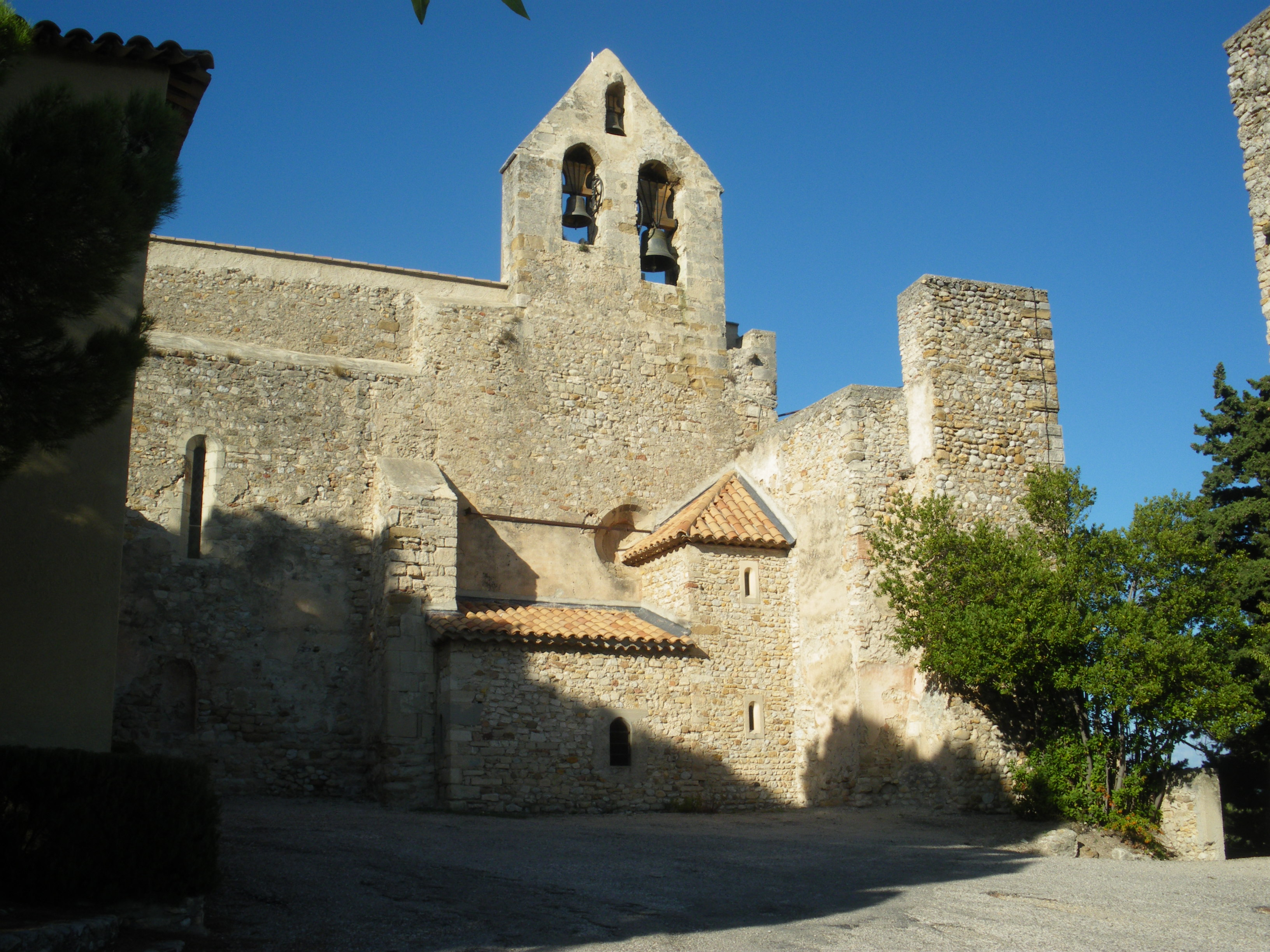
Clocher de l'église Saint-Didier.
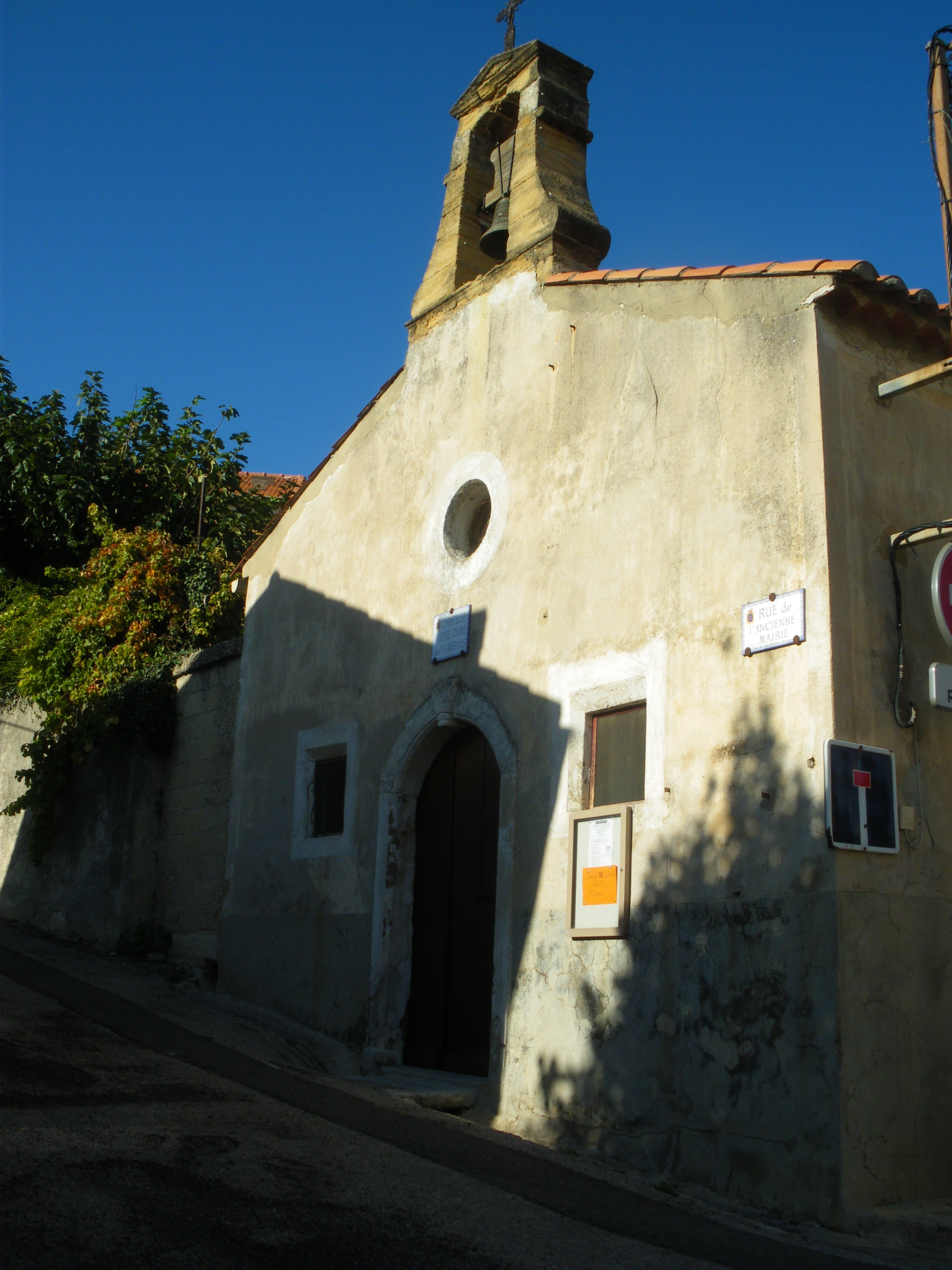
Chapelle Notre-Dame-des-Vignerons.

### Environnement
La collecte et traitement des déchets des ménages et déchets assimilés et la protection et mise en valeur de l'environnement se font dans le cadre de la Communauté de communes Pays Vaison Ventoux. Il existe une déchèterie à l'entrée de Vaison-la-Romaine et une décharge à gravats à Villedieu.
La commune est incluse dans la zone de protection Natura 2000 « l'Ouvèze et le Toulourenc », sous l'égide du ministère de l'Écologie, de la DREAL Provence-Alpes-Côte d’Azur et du MNHN (service du patrimoine naturel).

## Lieux et monuments

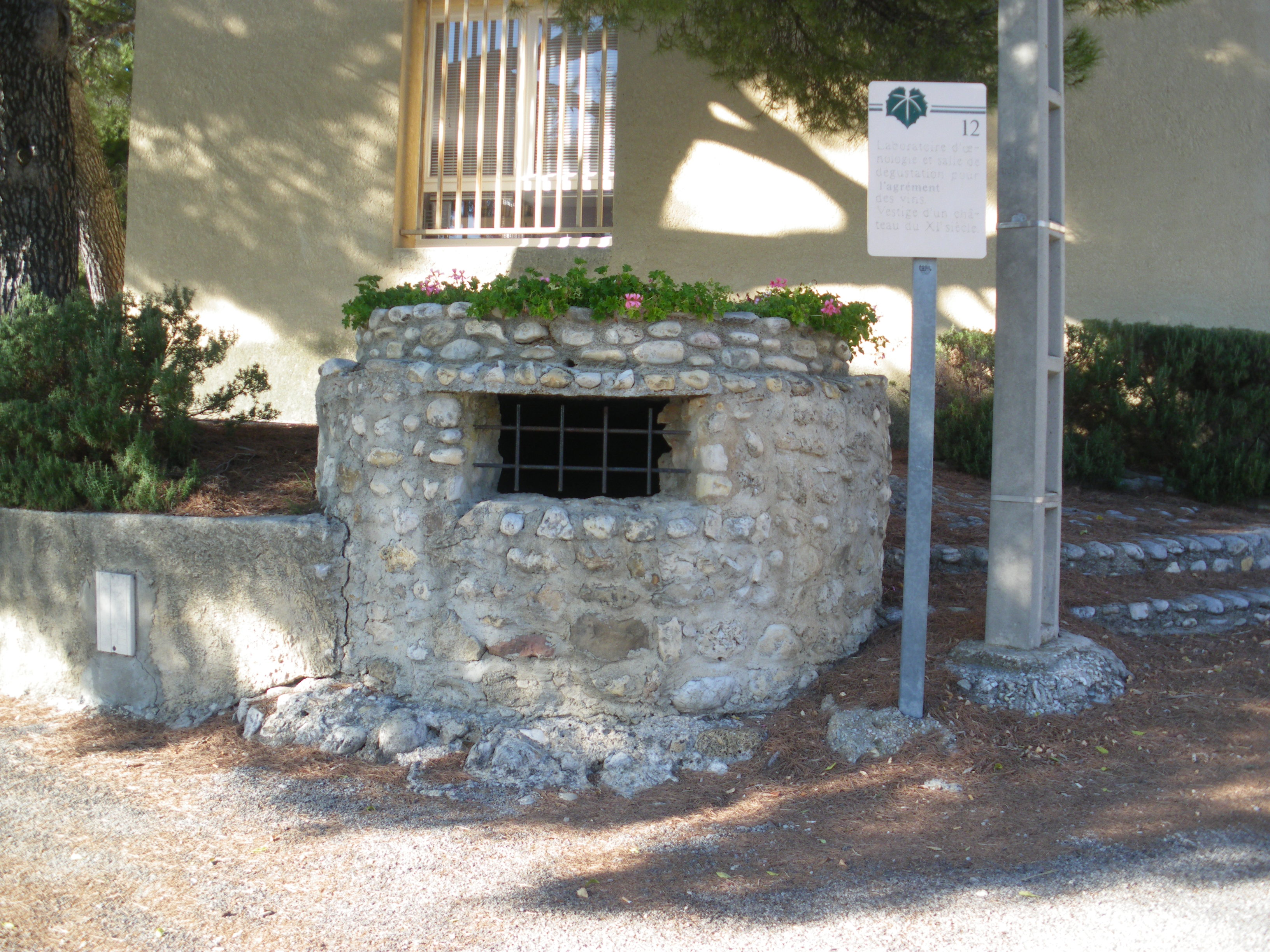
Vestige du château.

Le château médiéval est attesté depuis 1255 où l'on trouve mention dans les textes du Castris de Rastello. Il jouxtait l'église et était la résidence épiscopale des évêques de Vaison à Rasteau.
Rasteau abrite le CLAEP (centre laïque d'accueil et d'éducation populaire), qui accueille et héberge des groupes scolaires, des stages et des projets artistiques grâce à ses installations et sa salle de spectacle.

## Jumelages
La commune est jumelée avec  Houyet (Belgique) depuis 1991, commune de la province de Namur.